# Solo (volcan)
Pour les articles homonymes, voir Solo.
Le Solo est un stratovolcan considéré comme éteint actuellement, qui se trouve à la frontière entre la région d'Atacama au Chili et la province argentine de Catamarca (département de Tinogasta). Il culmine à 6 205 mètres d'altitude.

## Géographie
Il se dresse isolé (d'où son nom) entre trois grands complexes volcaniques ; le Nevado Tres Cruces tout proche à six kilomètres à peine à l'ouest, le Nevados Ojos del Salado à l'est, à plus ou moins 20 kilomètres et le complexe du Nacimientos ainsi que le volcan Ata (6 501 m) à 20 kilomètres au sud-est.
Le volcan Solo constitue une partie du rebord nord de la cuvette dite de la salina de la Laguna Verde. Il fait partie de la petite chaîne volcanique de la zone des 27 degrés de latitude sud, chaîne d'une cinquantaine de kilomètres de long, située sur le rebord nord de la cuvette et abritant plusieurs des plus hauts volcans de la terre.
Au sud, il est bien visible depuis la salina de la Laguna Verde, qu'il domine directement. Au nord, il surplombe la dépression du désert d'Atacama, et se trouve non loin du parc national Nevado Tres Cruces.